# 柴國棟
柴國棟（？—1619年4月15日），西寧衛清水堡（今遼寧大通縣景陽鄉）人，明朝將領、參將，為周世宗柴榮之後，名將柴國柱之弟。1619年於薩爾滸之戰戰歿。